# Aust-Agder
 je norveška administrativna regija (fylke), ki meji na Telemark, Rogaland in Vest-Agder. Po podatkih iz leta 2002 je v njej prebivalo 102.945 ljudi, kar znaša 2,2% skupne norveške populacije. Obsega ozmelje 9.212 km². Administrativno središče je Arendal.
Okrožje se nahaja ob obali Skagerraka in se razteza v notranjost. Okrog 77% prebivalcev živi v obalnih naseljih. Turizem je pomembna panoga, ker so Arendal in ostala obalna naselja popularne atrakcije. Otoki so Tromøy, Justøya in Sandøya. 

Trenutno Aust-Agder sestavlja 15 občin:
1. Åmli
2. Arendal
3. Birkenes
4. Bygland
5. Bykle
6. Evje og Hornnes
7. Froland
8. Gjerstad
9. Grimstad
10. Iveland
11. Lillesand
12. Risør
13. Tvedestrand
14. Valle
15. Vegårshei